# Caliciaceae
Caliciaceae es una familia de hongos que forman mayormente líquenes, pertenecientes a la clase Lecanoromycetes en la división Ascomycota. Aunque su clasificación ha cambiado varias veces a lo largo de su historia taxonómica, el uso de métodos modernos de filogenética molecular ha ayudado a establecer su ubicación actual en el orden Caliciales. La familia Caliciaceae contiene 39 géneros y aproximadamente 670 especies. El género más grande es Buellia, con alrededor de 300 especies; existen más de una docena de géneros que contienen solo una especie.
La mayoría de Caliciaceae crecen sobre cortezas, madera muerta o rocas. Algunos miembros de esta familia, en particular los del género tipo, Calicium, se caracterizan por la presencia de asca (células portadoras de esporas) de paredes delgadas y corta duración, así como por un mazaedium, una acumulación de esporas sueltas y maduras que cubren la superficie del cuerpo fructífero. Esta dispersión pasiva de esporas es relativamente rara en los Ascomycota. El mazaedium, generalmente negro, puede situarse en la parte superior de un pedúnculo delgado y largo, reposar sobre la superficie del sustrato del líquen o, en ocasiones, estar inmerso en él. Muchas otras especies de Caliciaceae generan esporas en un apotecio, que típicamente se asemeja a un disco negro aplanado.
La familia incluye especies con formas de crecimiento crustosas (crujientes), foliosas (en forma de hoja) y, en raras ocasiones, fruticosas (en forma de arbusto). El fotobionte asociado de los líquenes de Caliciaceae suele pertenecer al género de algas verdes Trebouxia. En conjunto, la familia tiene una distribución cosmopolita y se encuentra en todas las principales masas terrestres. Aunque su representación es mayor en áreas montañosas de regiones templadas y tropicales, algunas especies resistentes pueden sobrevivir en el entorno hostil de los Valles Secos de McMurdo en la Antártida y crecen en grietas de la superficie rocosa. Cinco especies de Caliciaceae están incluidas en la Lista Roja de Especies Amenazadas de la Unión Internacional para la Conservación de la Naturaleza. Algunas especies del género Pyxine, resistentes a la contaminación del aire, han sido investigadas para su uso como biomonitores de contaminación por metales pesados. Además, varios fósiles de Caliciaceae encontrados como inclusiones en ámbar han servido para evaluar la historia evolutiva de la familia.

## Sistemático
Caliciaceae fue circunscrita en 1826 por el botánico francés François Fulgis Chevallier, quien escribió sobre la familia: «Las calicíneas son un pequeño grupo de plantas cuyo crecimiento ha confundido a los botánicos. Son pequeños hongos parásitos en las costras de líquenes, principalmente en Variola y Porina común, y en bastones muertos». El género tipo de los Caliciaceae es Calicium, descrito originalmente en 1794 por Christiaan Hendrik Persoon; este género está tipificado por Calicium viride. Las familias Buelliaceae y Pyxinaceae son históricas, creadas para incluir taxones que ahora se encuentran en los Caliciaceae.
Dos otras familias calicioides con «Caliciaceae» en su nombre, Microcaliciaceae (orden Pertusariales, clase Lecanoromycetes) y Mycocaliciaceae (orden Mycocaliciales, clase Eurotiomycetes), contienen especies que antes se consideraban estrechamente relacionadas con los Caliciaceae. Microcaliciaceae, que es monogenérica, incluye especies no liquenizadas que son parásitas en líquenes o colonias libres de algas, mientras que Mycocaliciaceae contiene hongos calicioides no liquenizados que carecen de mazaedium y utilizan dispersión activa de esporas.

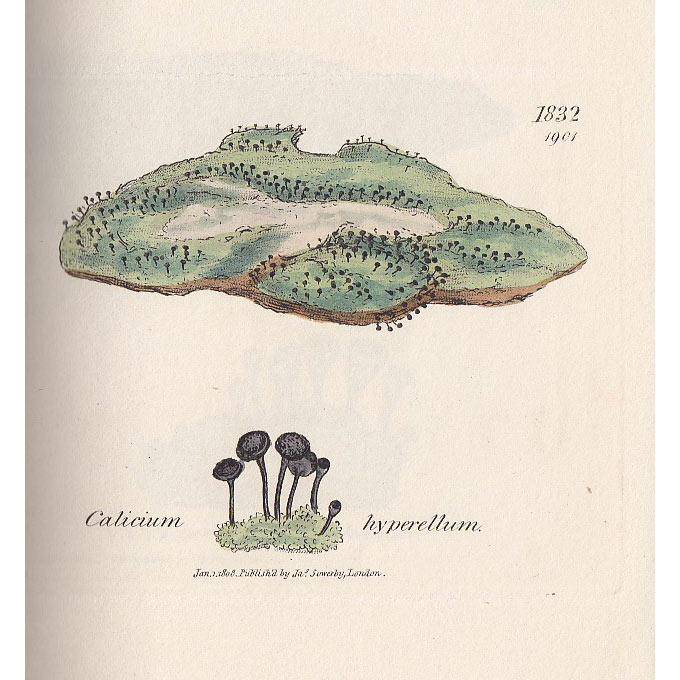
El liquen Calicium viride (entonces llamado Calicium hyperellum) tal como apareció en English Botany, Vol. 10 (1843), de Smith y Sowerby.

### Clasificación
Los Caliciaceae y otros líquenes piniformes morfológicamente similares con ascomas formadores de mazaedium y dispersión pasiva de esporas solían agruparse en el orden Caliciales, considerado durante mucho tiempo un ejemplo modelo de un grupo monofilético de taxones. Sin embargo, históricamente, la familia ha sido ubicada por diversos autores en los órdenes Coryneliales, Helotiales y el ahora obsoleto Sphaeriales, dependiendo de las características fenotípicas consideradas más importantes.
El liquenólogo sueco Leif Tibell dedicó gran parte de su carrera al estudio de los líquenes calicioides, utilizando diversas técnicas para comprender las relaciones entre los taxones de este grupo, incluidas técnicas de análisis fenético y cladístico de la morfología, así como la investigación de química secundaria. En 1984, Tibell sugirió que el orden era polifilético (es decir, no derivaba de un ancestro común único) y que las características principales de los Caliciales habían evolucionado independientemente en varios grupos no relacionados. Restrictivamente, ubicó el orden en tres familias (Caliciaceae, Mycocaliciaceae y Sphinctrinaceae) que consideraba el «núcleo» del grupo. Análisis filogenéticos preliminares mostraron que Mycocaliciaceae y Sphinctrinaceae pertenecían a la clase Eurotiomycetes, mientras que Caliciaceae se agrupaban con el orden Lecanorales. Estudios posteriores confirmaron que los hongos mazaediados están dispersos en todo el filo Ascomycota. Los seis géneros incluidos por Tibell en Caliciaceae en su propuesta de clasificación de hongos calicioides de 1984 (Acroscyphus, Calicium, Cyphelium, Texosporium, Thelomma y Tholurna) permanecen en la familia hasta hoy.

### Filogenética
Los estudios moleculares han demostrado que las familias Caliciaceae y Physciaceae están estrechamente relacionadas. Ambas familias fueron colocadas tentativamente en el orden Teloschistales como parte de la suborden Physciineae. Debido a que las especies productoras de mazaedios de la familia Caliciaceae estaban agrupadas dentro de los géneros Dirinaria, Pyxine y Physcia (todos previamente contenidos en la familia Physciaceae), algunos autores trataron a todos los miembros de las familias Caliciaceae y Physciaceae como una sola familia, y se propuso conservar el nombre Physciaceae en 2002. Sin embargo, con la aparición de estudios filogenéticos adicionales desde entonces, la mayoría de las autoridades han preferido un concepto de dos familias: Caliciaceae y Physciaceae. En 2012, la suborden Physciineae fue promovida al rango de orden y se volvió a usar el nombre Caliciales. En su circunscripción moderna, el orden Caliciales contiene estas dos familias. Un amplio estudio molecular sobre el clado Caliciaceae-Physciaceae, publicado en 2016, ayudó a esclarecer las relaciones naturales en este grupo y a definir con mayor claridad las delimitaciones genéricas.
El género Culbersonia, previamente clasificado en Physciaceae debido a su semejanza morfológica con Physconia, se identificó como un miembro de la familia Caliciaceae en 2019. En el análisis filogenético, se agrupa en un clado junto con Pyxine y Dirinaria. Estos tres géneros se distinguen de otros Caliciaceae por su forma de crecimiento foliado adherido (similar a pequeñas hojas aplanadas contra el sustrato), la ausencia de mazaedios y, ecológicamente, por su predominio en las regiones subtropicales y tropicales.

## Descripción
El talo, cuando está presente, es crustoso, con una textura verrucosa (similar a verrugas), granular (granulosa) o areolada. Su color es típicamente gris, amarillo o verdoso. A veces está inmerso dentro de las capas externas de la corteza de su huésped. Los ascomas son más o menos esféricos o hemisféricos, situados sobre un largo pedúnculo en algunas especies, pero sésiles en otras. Cuando está presente, el pedúnculo suele estar melanizado (ennegrecido).La forma de los ascomas puede ser apotecial (consistente en un apotecio) o mazaediada. El apotecio consiste en los ascos (células portadoras de esporas) y el himenio asociado, y la parte estéril, estructural y de soporte del apotecio, llamada excípulo. En las especies apoteciales de Caliciaceae, el apotecio es típicamente lecidieno (sin un margen alrededor del talo, o con un margen formado por el propio excípulo), en lugar de lecanorino (redondeado con un margen prominente). La estructura del tejido del excípulo es prosoplecténquimatoso (compuesto por hifas largas, estrechas, onduladas y paralelas) o paraplecténquimatoso (arreglo celular donde las hifas están orientadas en todas direcciones), y es hialino (translúcido) a marrón oscuro.El género Acroscyphus, que contiene la única especie rara pero ampliamente distribuida A. sphaerophoroides, es una excepción peculiar a la morfología típica de los Caliciaceae: tiene un talo digitiforme (similar a un dedo), ascomas inmersos en podetios (pedúnculos huecos) y una médula de color amarillo a naranja.

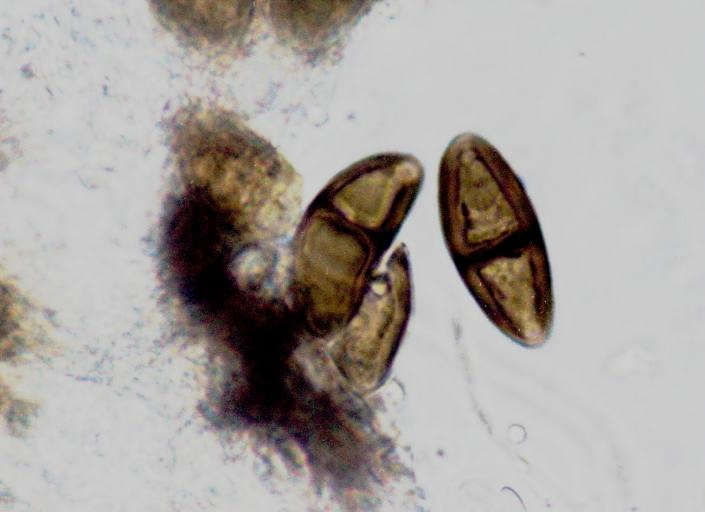
Fotografía de esporas marrones con un septo (de dos células) de Buellia disciformis, tomada a través de un microscopio compuesto con un aumento de 1000X. Las esporas miden aproximadamente 27 x 11 μm.

Los ascos de las especies de Caliciaceae son cilíndricos o en forma de maza ancha. Están unidos a croziers, que son estructuras en forma de gancho en las células que se forman en la base de los ascos. Los ascos tienen paredes delgadas y carecen de estructuras internas en la punta. Como resultado, duran solo un corto tiempo antes de degradarse, y las ascosporas contenidas se liberan pasivamente en una masa mazaedial.El hamatecio (término que se refiere a los tejidos intercalados entre los ascos en el himenio) consiste en paráfisis no ramificadas o ligeramente ramificadas que son amiloides. Usualmente hay ocho esporas por asco, aunque a veces este número se reduce a cuatro, o aumenta a 16-32 por asco. Las ascosporas son de color marrón oscuro, con una superficie que puede ser lisa u ornamentada con restos de la ruptura de las capas externas de la pared. Tienen cero o un septo. Las esporas de los líquenes del género Texosporium tienen una ornamentación única creada por paráfisis que se adhieren a la superficie; esta característica puede ayudar a proporcionar protección contra la desecación o la radiación dañina para el ADN que se encuentra en hábitats soleados.Los conidiomas producidos por las especies de Caliciaceae son en forma de picnidios. Los conidios carecen de un septo, tienen forma de barra (bacilares) o forma de hilo (filiformes), a menudo curvados, y son hialinos.
La química secundaria de las especies de Caliciaceae es variable. Los compuestos comúnmente reportados en esta familia son dépsidos (incluido el atranorín), terpenos, depsidonas (por ejemplo, ácido norstíctico) y lichexantona. A veces, las antraquinonas están presentes cuando el talo está pigmentado. Acroscyphus es nuevamente una excepción, ya que contiene compuestos secundarios no encontrados en otros Caliciaceae, como cloroatranorina, rugulosina, zeorina y ácido crisofánico.

## Géneros
A partir de junio de 2024, Species Fungorum acepta 39 géneros y 669 especies en la familia Caliciaceae. A continuación, se presenta una lista de los géneros en Caliciaceae, basada en una revisión y resumen de la clasificación de hongos realizada en 2020 por Wijayawardene y sus colegas. Tras el nombre del género aparece la autoridad taxonómica (aquellos que circunscribieron por primera vez el género; se usan abreviaturas estandarizadas de los autores), el año de publicación y el número de especies:
- Acolium (Ach.) Gray (1821)[22] – 5 spp.
- Acroscyphus Lév. (1846)[23] – 1 sp.
- Allocalicium M.Prieto & Wedin (2016)[17] – 1 sp.
- Amandinea M.Choisy ex Scheid. & M.Mayrhofer (1993)[24] – 35 spp.
- Australiaena Matzer, H.Mayrhofer & Elix (1997)[25] – 1 sp.
- Baculifera Marbach & Kalb (2000)[26] – 14 spp.
- Buellia De Not. (1846)[27] – 300 spp.
- Burrowsia Fryday & I.Medeiros (2020)[28] – 1 sp.
- Calicium Pers. (1794) – ca. 30 spp.
- Chrismofulvea Marbach (2000)[29] – 4 spp.
- Ciposia Marbach (2000)[30] – 1 sp.[Nota 1]
- Cratiria Marbach (2000)[31] – ca. 20 spp.
- Culbersonia Esslinger (2000)[32] – 1 sp.
- Dermatiscum Nyl. (1867)[33] – 3 spp.
- Dermiscellum Hafellner, H.Mayrhofer & Poelt (1979)[34] – 1 sp.
- Dimelaena Norman (1852)[35] – 10 spp.
- Diploicia A.Massal. (1852)[36] – ca. 12 spp.
- Diplotomma Flot. (1849)[37]  – ca. 30 spp.
- Dirinaria (Tuck.) Clem. (1909)[38] – ca. 35 spp.
- Endohyalina Marbach (2000)[39] – 10 spp.
- Fluctua Marbach (2000)[40] – 1 sp.
- Gassicurtia Fée (1825)[41] – 30 spp.
- Hypoflavia Marbach (2000)[42] – 3 spp.
- Monerolechia Trevis. (1857)[43] – 4 spp.
- Orcularia (Malme) Kalb & Giralt (2011)[44] – 4 spp.
- Pseudothelomma M.Prieto & Wedin (2016)[17] – 2 spp.
- Pyxine Fr. (1825)[45] – ca. 75 spp.
- Redonia C.W.Dodge (1973)[46] – 2 spp.
- Santessonia Hale & Vobis (1978)[47] – 10 spp.
- Sculptolumina Marbach (2000)[48] – 4 spp.
- Sphinctrinopsis Woron. (1927)[49] – 1 sp.
- Stigmatochroma Marbach (2000)[50] – 9 spp.
- Tetramelas Norman (1852)[35] – 16 spp.
- Texosporium Nádv. ex Tibell & Hofsten (1968)[51] – 1 sp.
- Thelomma A.Massal. (1860)[52] – 5 spp.
- Tholurna Norman (1861)[53] – 1 sp.
- Tylophoropsis Sambo (1938)[54] – 1 sp.[Nota 1]

Algunos géneros que hasta hace relativamente poco se clasificaban como miembros de Caliciaceae han tenido su estatus reevaluado a la luz de estudios moleculares de filogenia. Por ejemplo, Cyphelium Ach. fue sinonimizado con Calicium en 2016, cuando se descubrió que su especie tipo se agrupaba con este último género. Hafellia se colocó como sinónimo de Buellia después de que una propuesta para reemplazar el tipo conservado de Buellia, B. disciformis, por B. aethalea, fuera rechazada por el Comité de Nomenclatura de Hongos. Esa propuesta había intentado retener B. disciformis como el tipo de Hafellia, para que el nombre pudiera seguir utilizándose para un grupo distintivo de líquenes crustosos con paredes de esporas engrosadas que históricamente se habían tratado en Buellia.

## Hábitat y distribución

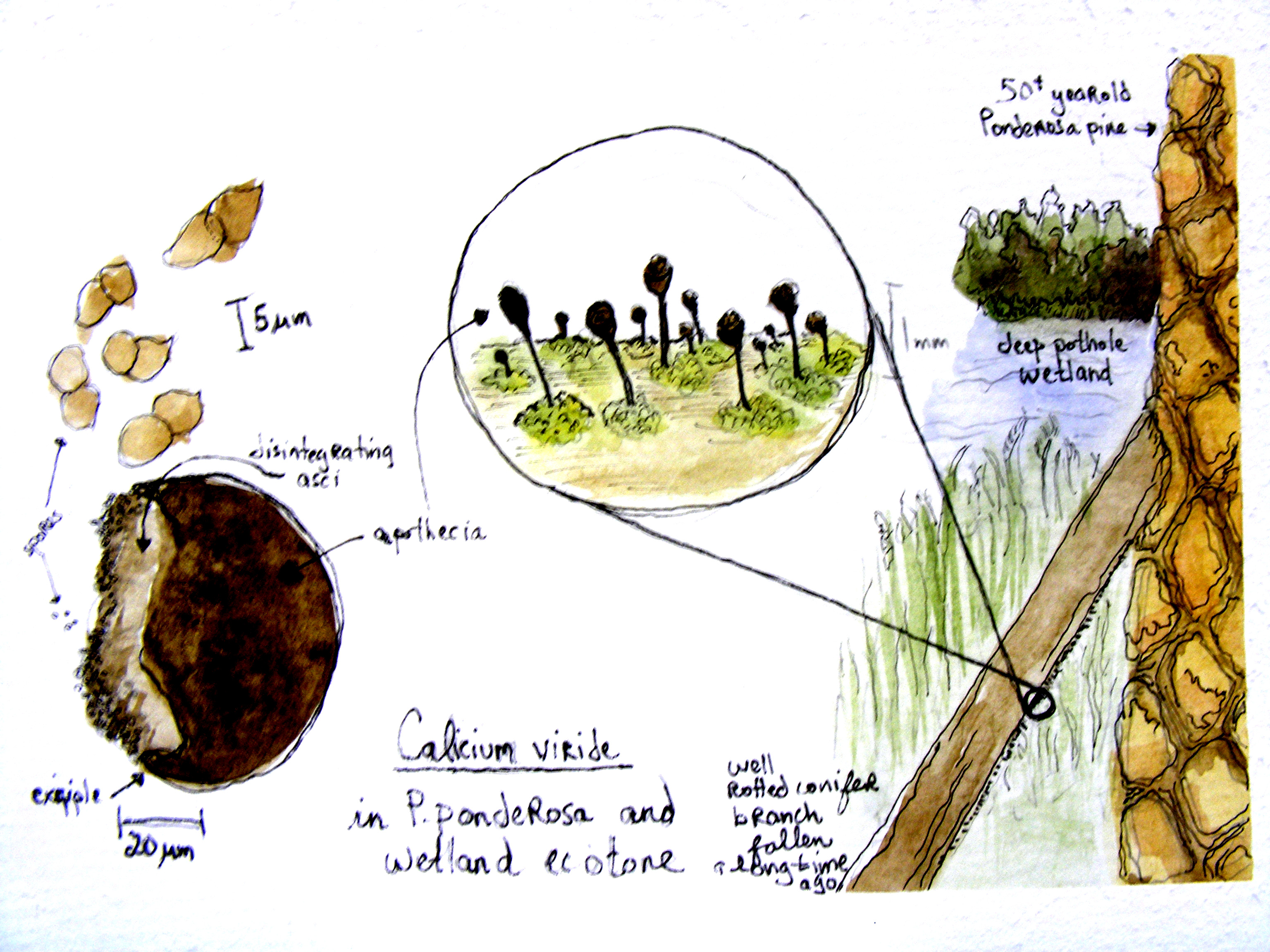
Ilustración que muestra el hábitat típico y algunas características morfológicas de un liquen Calicium encontrado en la parte inferior de una rama de pino ponderosa.

Colectivamente, las especies de Caliciaceae tienen una distribución cosmopolita, aunque predominan especialmente en áreas montañosas templadas y tropicales. La mayoría de las especies forman líquenes que crecen en cortezas o madera muerta, aunque algunas crecen sobre rocas. En contraste, Texosporium forma parte de las comunidades de costra biológica del suelo en pastizales, y crece sobre estiércol de vaca, suelo y detritos. Una especie rara, conocida solo de un lugar en Suecia, Calicium episcalare, es parasitaria del liquen común Hypocenomyce scalaris. Como la mayoría de las especies calicioides, las Caliciaceae tienden a evitar la competencia con otros líquenes y a menudo crecen en microhábitats desatendidos por otras especies de líquenes. Ejemplos incluyen: el lado de un árbol no habitado por otras especies cortícolas, las grietas de fisuras profundas en la corteza o agujeros de pájaros carpinteros. Debido a esta preferencia por lugares desatendidos y su tamaño generalmente pequeño, los líquenes calicioides tienden a pasar desapercibidos para los recolectores, y el grupo en general es poco conocido.
Caliciaceae es una de las familias cuyas especies se encuentran con mayor frecuencia en los bosques de manglares de Calabarzon (Filipinas). Resultados similares se reportaron en estudios sobre bosques de manglares en India, y en el Golfo de Tailandia, donde los géneros Dirinaria y Pyxine se encontraron entre los líquenes foliosos más comunes. Los líquenes en los ecosistemas de manglares tienden a ser tolerantes a la sal y sensibles a la humedad. Utilizando técnicas de secuenciación de última generación para detectar firmas genéticas, las especies de Caliciaceae fueron identificadas como algunos de los líquenes endolíticos (líquenes costrosos que crecen dentro de rocas sólidas) más comunes en los valles secos de McMurdo en la Antártida. Esta región presenta uno de los entornos más extremos del planeta, con amplias variaciones de temperatura, extrema aridez, nutrientes limitados y altos niveles de radiación solar y UV. El fotobionte asociado con las Caliciaceae suele pertenecer al género de algas verdes Trebouxia, aunque se ha registrado Stichococcus con Calicium.

## Conservación

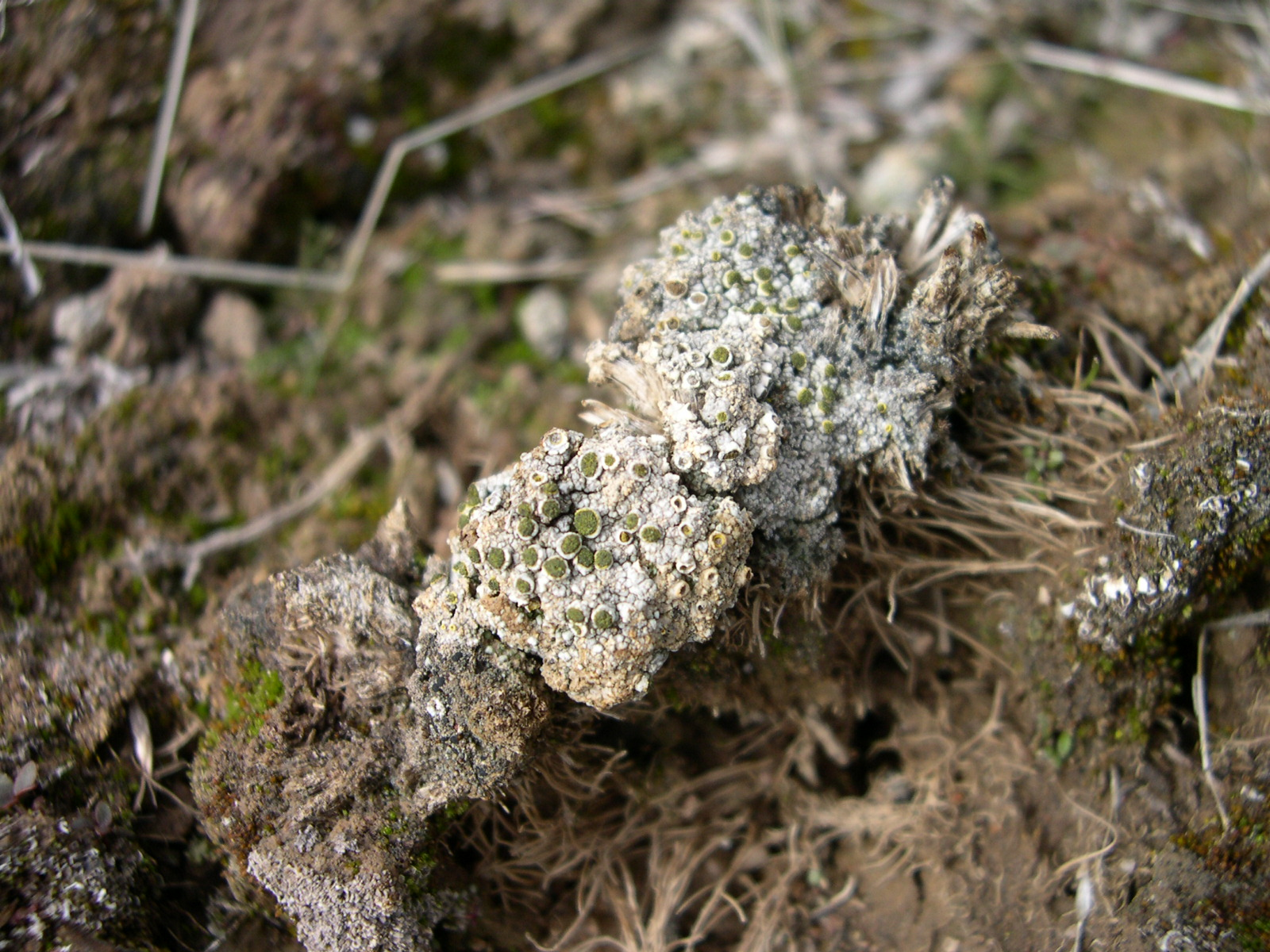
Texosporium sancti-jacobi, uno de varios miembros de Caliciaceae en la Lista Roja de la UICN.

Las especies de Caliciaceae evaluadas para la Lista Roja Global de la UICN incluyen las siguientes: Buellia asterella (en peligro crítico, 2015), Buellia gypsyensis (vulnerable, 2020), Buellia sharpiana (vulnerable, 2020), Calicium sequoiae (en peligro, 2021), Texosporium sancti-jacobi (en peligro, 2020), y Thelomma carolinianum (en peligro, 2017). En la lista roja de macrohongos de China, Acroscyphus sphaerophoroides (en peligro, 2020) es el único representante de las Caliciaceae.

## Usos humanos
Aunque no se conoce ninguna especie de Caliciaceae con importancia económica, algunas han sido utilizadas con fines científicos. En un estudio sueco de 1992, Allocalicium adaequatum (entonces perteneciente al género Calicium) fue propuesta como una de varias especies bioindicadoras que podrían usarse para evaluar la continuidad forestal en los bosques boreales de coníferas. Un estudio similar realizado en la ecorregión del bosque acadiano en el Atlántico canadiense identificó varias especies de Caliciaceae como adecuadas para determinar la continuidad en bosques maduros.
Estudios realizados en India sugieren que Pyxine cocoes, un liquen foliáceo común y tolerante a la contaminación, es un candidato para la biomonitorización de la contaminación atmosférica local. Este liquen bioacumula metales pesados tóxicos del aire y los retiene en su talo, permitiendo que se tomen muestras y se analicen para determinar la concentración de contaminantes. Otras especies de Pyxine en India con propiedades similares de resistencia a la contaminación son P. hispidula y P. subcinerea.
Buellia frigida, una especie crustosa que crece sobre rocas en el clima extremo de la Antártida, se ha utilizado frecuentemente como organismo modelo en investigaciones de astrobiología. Este liquen extremófilo ha sido expuesto a condiciones que simulan las encontradas en el espacio y en cuerpos celestes como Marte, incluyendo vacío, radiación ultravioleta y extrema sequedad. B. frigida ha demostrado resiliencia ante estos factores de estrés relacionados con el espacio, lo que la convierte en un candidato para estudiar cómo la vida puede adaptarse e incluso sobrevivir en entornos extraterrestres.

## Registro fósil
Un fósil perteneciente al género Calicium fue descrito en ámbar báltico con una antigüedad de entre 55 y 35 millones de años. Este y otros fósiles se utilizaron para estimar la fecha de la separación entre los Caliciales (es decir, el clado Caliciaceae-Physciaceae, según lo propuesto por Gaya y colegas en 2012) y los Teloschistales. Según su análisis, esta divergencia ocurrió en el Jurásico Medio, hace aproximadamente 171 millones de años. Desde entonces, se han encontrado otros fósiles. En 2018, se reportaron tres fósiles asignados al género Calicium provenientes de ámbar europeo del Paleógeno. Un fósil de hongo en ámbar báltico, recolectado originalmente por Robert Caspary y asignado al género Stilbum (familia Chionosphaeraceae) en 1886, fue reevaluado en 2019 como miembro de los Caliciales con el nombre Calicium succini. Debido a que se considera «bien conservado e identificado con fuentes confiables», este fósil tiene un gran valor para estudios evolutivos que estiman los tiempos de divergencia de linajes fúngicos.

### Literatura citada
- Marbach, Bernhard (2000). Corticole und lignicole Arten der Flechtengattung Buellia sensu lato in den Subtropen und Tropen [Estudio de las especies cortícola y lignícola de los líquenes del género Buellia s.l. en regiones tropicales y subtropicales]. Bibliotheca Lichenologica (en alemán) 74. J. Cramer. pp. 1-384. ISBN 978-3-443-58053-7.

- Datos: Q4210024
- Multimedia: Caliciaceae / Q4210024
- Especies: Caliciaceae